# Phương pháp phát hiện ngoại hành tinh

Số lần phát hiện ngoại hành tinh mỗi năm cho đến năm 2022, với màu sắc biểu thị phương pháp phát hiện:
Chụp ảnh trực tiếp
Khuếch đại hấp dẫn
Quá cảnh
Vận tốc xuyên tâm
Timing

Bất kỳ hành tinh nào cũng là nguồn sáng cực kỳ yếu so với ngôi sao chủ của nó. Ví dụ, một ngôi sao như Mặt Trời sáng gấp khoảng một tỷ lần ánh sáng phản xạ từ bất kỳ hành tinh nào quay quanh nó. Đồng thời, ánh sáng từ sao chủ sẽ quá sáng khiến hành tinh quay quanh nó gần như biến mất. Vì những lý do đó, rất ít ngoại hành tinh được báo cáo vào tháng 4 năm 2014 đã được quan sát trực tiếp.
Thay vào đó, các nhà thiên văn học thường phải sử dụng các phương pháp gián tiếp để phát hiện các hành tinh ngoài Hệ Mặt Trời. Kể từ năm 2016, một số phương pháp gián tiếp khác nhau đã mang lại thành công.

## Các phương pháp phát hiện ngoại hành tinh
Các phương pháp sau đây đã ít nhất một lần tỏ ra thành công trong việc khám phá một hành tinh mới hoặc chứng minh sự tồn tại một hành tinh đã được phát hiện:

### Vận tốc xuyên tâm

Sơ đồ cho thấy làm thế nào một vật thể nhỏ hơn (chẳng hạn như một ngoại hành tinh) quay quanh một vật thể lớn hơn (chẳng hạn như một ngôi sao) có thể tạo ra những thay đổi về vị trí và vận tốc của các vật thể sau khi chúng quay quanh khối tâm chung của chúng (chữ thập màu đỏ).

Một ngôi sao sẽ di chuyển theo quỹ đạo nhỏ của chính nó quanh khối tâm để phản ứng lại lực hấp dẫn của một hành tinh. Điều này dẫn đến sự thay đổi tốc độ mà ngôi sao di chuyển về phía Trái Đất hoặc ra khỏi Trái Đất, tức là sự thay đổi vận tốc xuyên tâm của ngôi sao đối với Trái Đất. Vận tốc xuyên tâm có thể được suy ra từ sự dịch chuyển trong các vạch quang phổ của ngôi sao chủ do hiệu ứng Doppler gây ra.
Tốc độ của ngôi sao quanh khối tâm của hệ nhỏ hơn nhiều so với tốc độ quay của hành tinh, bởi vì bán kính quỹ đạo của nó quanh khối tâm quá nhỏ (ví dụ, Mặt Trời di chuyển khoảng 13 m/s do Sao Mộc, nhưng chỉ khoảng 9 cm/s do Trái Đất). Tuy nhiên, có thể phát hiện sự thay đổi vận tốc xuống tới 3 m/s hoặc thậm chí thấp hơn một chút bằng máy quang phổ hiện đại, chẳng hạn như Thiết bị tìm kiếm hành tinh bằng vận tốc xuyên tâm với độ chính xác cao (High Accuracy Radial Velocity Planet Searcher, HARPS) tại kính thiên văn ESO 3,6 mét ở đài thiên văn La Silla, Chile, máy quang phổ HIRES tại đài thiên văn W. M. Keck hoặc EXPRES tại Lowell Discovery Telescope.
Cho đến khoảng năm 2012, phương pháp vận tốc xuyên tâm (còn được gọi là quang phổ Doppler) cho đến nay vẫn là kỹ thuật hiệu quả nhất được các nhà thiên văn học sử dụng (sau năm 2012, phương pháp quá cảnh sử dụng bởi Kính viễn vọng không gian Kepler đã vượt qua phương pháp vận tốc xuyên tâm về số lượng). Tín hiệu vận tốc xuyên tâm không phụ thuộc vào khoảng cách, nhưng yêu cầu tỷ số tín hiệu trên nhiễu cao để đạt được độ chính xác cao và do đó để tìm kiếm các hành tinh có khối lượng thấp, phương pháp này thường chỉ được sử dụng cho các ngôi sao tương đối gần (cách Trái Đất khoảng 160 năm ánh sáng). Bên cạnh đó, một kính viễn vọng không thể quan sát đồng thời nhiều ngôi sao mục tiêu cùng một lúc. Các hành tinh có khối lượng Sao Mộc có thể được phát hiện xung quanh các ngôi sao cách xa lên tới vài nghìn năm ánh sáng. Phương pháp này dễ dàng tìm thấy các hành tinh lớn ở gần các ngôi sao. Máy quang phổ hiện đại cũng có thể dễ dàng phát hiện các hành tinh có khối lượng bằng Sao Mộc có quỹ đạo cách sao chủ 10 đơn vị thiên văn, nhưng việc phát hiện các hành tinh đó cần nhiều năm quan sát. Các hành tinh có khối lượng tương đương Trái Đất hiện chỉ có thể được phát hiện khi hành tinh đó có quỹ đạo rất nhỏ xung quanh các ngôi sao có khối lượng thấp, chẳng hạn như Proxima b.
Việc phát hiện các hành tinh xung quanh các ngôi sao có khối lượng thấp sẽ dễ dàng hơn vì hai lý do: thứ nhất, những ngôi sao này bị ảnh hưởng nhiều hơn bởi lực hấp dẫn từ các hành tinh. Lý do thứ hai là các ngôi sao dãy chính có khối lượng thấp thường quay tương đối chậm. Việc quay nhanh làm cho dữ liệu vạch quang phổ kém rõ ràng hơn. Việc phát hiện các hành tinh xung quanh các ngôi sao có khối lượng lớn hơn sẽ dễ dàng hơn nếu ngôi sao đó đã qua giai đoạn dãy chính, bởi vì việc qua giai đoạn dãy chính sẽ làm chậm quá trình quay của ngôi sao.
Đôi khi quang phổ Doppler tạo ra tín hiệu sai, đặc biệt là trong các hệ nhiều hành tinh và nhiều sao. Từ trường và một số hoạt động của sao cũng có thể đưa ra tín hiệu sai. Khi một ngôi sao chủ có nhiều hành tinh, các tín hiệu sai cũng có thể phát sinh do không đủ dữ liệu. Có thể loại bỏ một số tín hiệu sai bằng cách phân tích tính ổn định của hệ hành tinh, tiến hành phân tích phép đo sáng trên ngôi sao chủ và biết chu kỳ quay của nó cũng như chu kỳ hoạt động của sao.

### Phép đo sáng quá cảnh

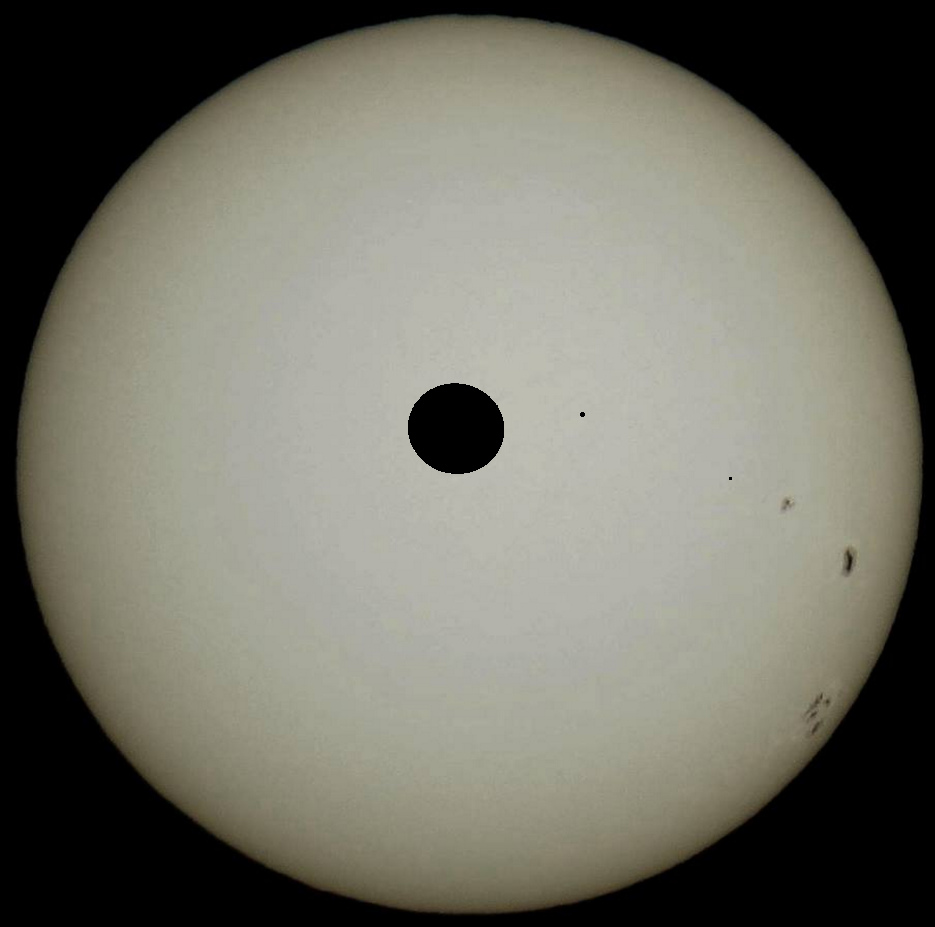
Mô phỏng hình bóng của Sao Mộc (và 2 mặt trăng của nó) đi ngang qua Mặt Trời.

#### Kỹ thuật, ưu điểm và nhược điểm

Phương pháp quá cảnh phát hiện các hành tinh ngoài Hệ Mặt Trời.

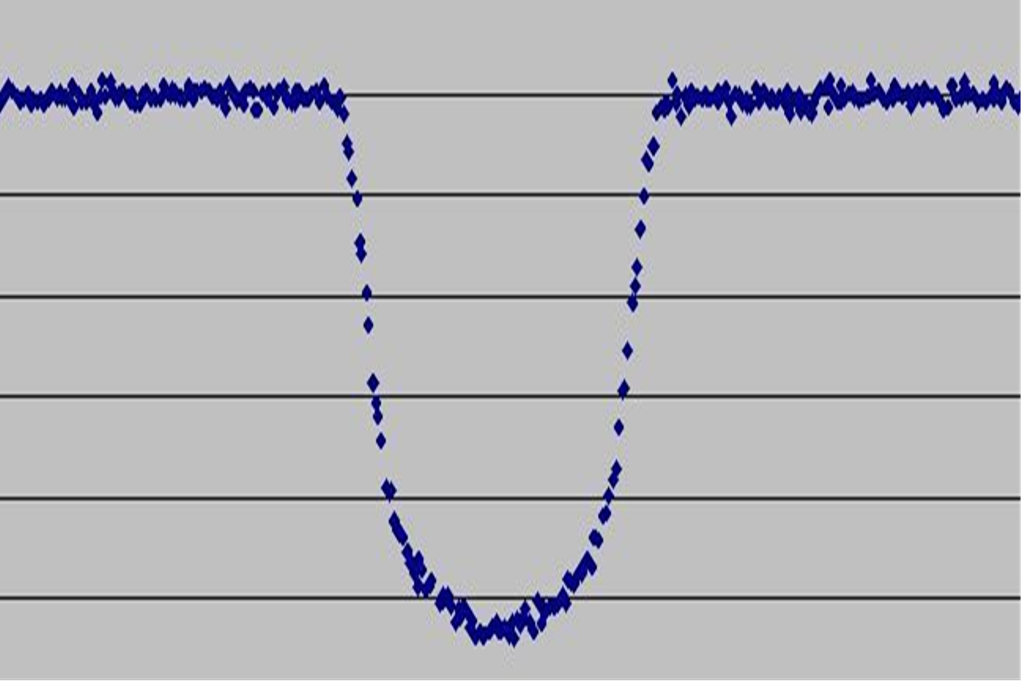
Phép đo sáng của Kepler-6by.

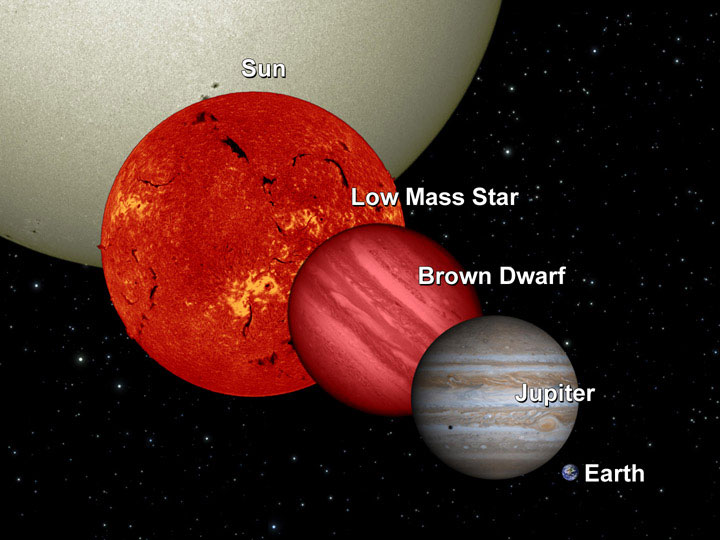
Hình ảnh này cho thấy kích thước tương đối của các sao lùn nâu và các hành tinh lớn.

Trong khi phương pháp vận tốc xuyên tâm cung cấp thông tin về khối lượng của một hành tinh thì phương pháp phép đo sáng có thể xác định bán kính của hành tinh. Nếu một hành tinh quá cảnh phía trước ngôi sao chủ của nó, thì độ sáng quan sát được của ngôi sao sẽ giảm đi một lượng nhỏ, tùy thuộc vào kích thước tương đối của ngôi sao và hành tinh. Ví dụ, trong trường hợp của HD 209458, ngôi sao mờ đi 1,7%. Tuy nhiên, hầu hết các tín hiệu chuyển tuyến đều nhỏ hơn đáng kể; ví dụ, một hành tinh có kích thước Trái Đất đi ngang qua một ngôi sao giống Mặt Trời chỉ tạo ra độ mờ 80 phần triệu (0,008%).
Phương pháp này có hai nhược điểm lớn. Đầu tiên, các hành tinh khi quá cảnh chỉ có thể quan sát được khi quỹ đạo của hành tinh tình cờ được căn chỉnh hoàn hảo tại vị trí thuận lợi của các nhà thiên văn học. Xác suất để một mặt phẳng quỹ đạo của hành tinh nằm ngay trước đường tầm mắt của một ngôi sao là tỷ số giữa đường kính của ngôi sao với đường kính của quỹ đạo (ở những ngôi sao nhỏ, bán kính của hành tinh cũng là một yếu tố quan trọng). Khoảng 10% các hành tinh có quỹ đạo nhỏ có sự thẳng hàng như vậy và tỷ lệ này giảm dần đối với các hành tinh có quỹ đạo lớn hơn. Đối với một hành tinh quay quanh một ngôi sao cỡ Mặt Trời ở 1 AU, xác suất căn chỉnh ngẫu nhiên tạo ra quá cảnh là 0,47%. Tuy nhiên, bằng cách quét các khu vực rộng lớn trên bầu trời chứa hàng nghìn hoặc thậm chí là hàng trăm nghìn ngôi sao cùng một lúc, các cuộc tìm kiếm ngoại hành tinh quá cảnh có thể tìm thấy nhiều ngoại hành tinh hơn so với phương pháp vận tốc xuyên tâm. Một số cuộc tìm kiếm đã áp dụng cách đó, chẳng hạn như MEarth Project trên mặt đất, SuperWASP, KELT và HATNet, cũng như CoRoT, Kepler và Transiting Exoplanet Survey Satellite ngoài không gian.
Nhược điểm thứ hai của phương pháp này là tỷ lệ phát hiện sai cao. Một nghiên cứu năm 2012 cho thấy tỷ lệ kết quả giả đối với các quá cảnh được quan sát bởi sứ mệnh Kepler có thể lên tới 40% trong các hệ thống đơn hành tinh. Phương pháp vận tốc xuyên tâm đặc biệt cần thiết đối với các hành tinh có kích thước bằng Sao Mộc hoặc lớn hơn, vì các vật thể có kích thước đó không chỉ có khả năng là các hành tinh mà còn có khả năng là các sao lùn nâu và thậm chí cả các ngôi sao nhỏ. Vì tỷ lệ kết quả giả rất thấp ở các ngôi sao có khả năng có hai hành tinh trở lên, nên những phát hiện như vậy thường có thể được xác thực mà không cần quan sát, theo dõi rộng rãi. Một số cũng có thể được xác nhận thông qua phương pháp transit timing variation.

### Chụp ảnh trực tiếp

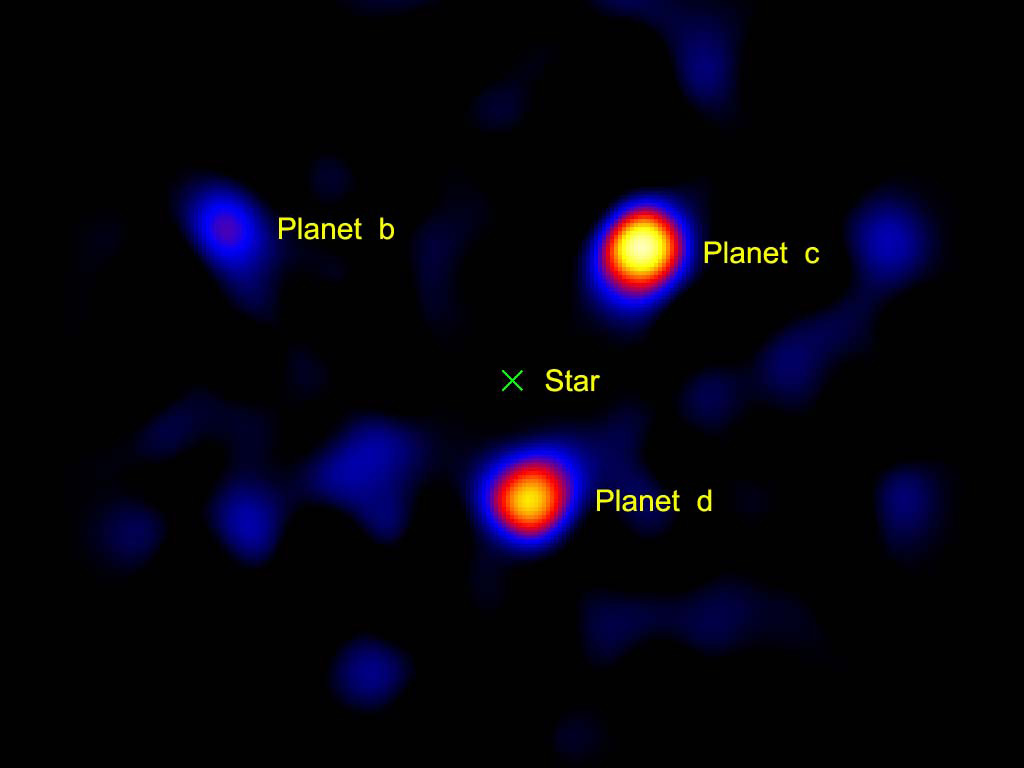
Chụp ảnh trực tiếp của các ngoại hành tinh xung quanh HR 8799 bằng cách sử dụng Vortex coronagraph trên một 1.5m portion của Kính viễn vọng Hale.

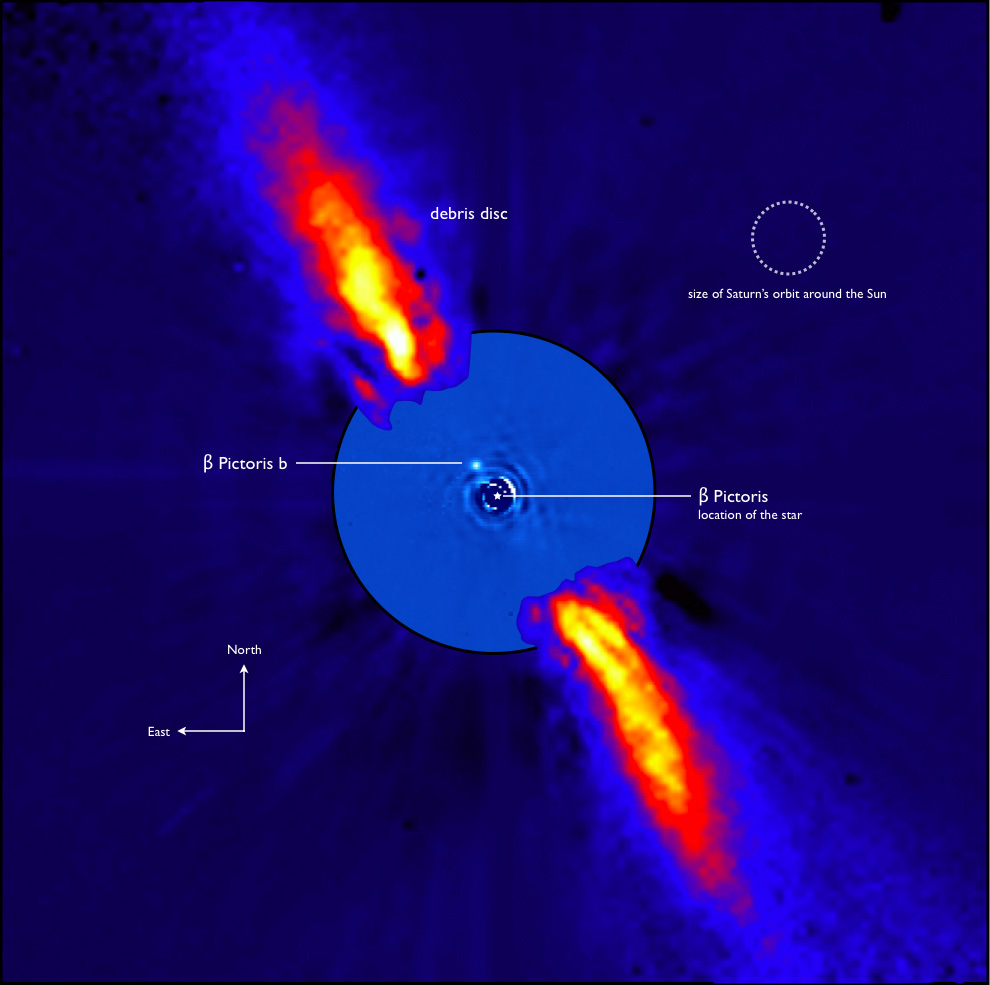
Hình ảnh của ESO chụp một hành tinh gần Beta Pictoris.

Bất kỳ hành tinh nào cũng là nguồn sáng cực kỳ yếu so với sao chủ của chúng và những tia sáng nhỏ phát ra từ chúng có xu hướng bị át đi do ánh sáng chói lóa từ ngôi sao chủ. Hình ảnh sẽ dễ dàng thu được hơn khi hệ sao đó ở tương đối gần Mặt Trời và khi hành tinh này đặc biệt lớn (lớn hơn đáng kể so với Sao Mộc), cách xa ngôi sao chủ của nó và nóng đến mức hành tinh đó phát ra bức xạ hồng ngoại cường độ cao.

## Kính viễn vọng không gian
Hầu hết các ngoại hành tinh đã được xác nhận được tìm thấy bằng cách sử dụng kính viễn vọng trong không gian (kể từ tháng 01 năm 2015). CoRoT (2007–2012) và Kepler là các sứ mệnh không gian dành riêng cho việc tìm kiếm các ngoại hành tinh bằng cách sử dụng quá cảnh. CoRoT đã phát hiện ra khoảng 30 ngoại hành tinh mới. Kepler (2009–2013) và K2 (2013– ) (một sứ mệnh của Kepler) đã phát hiện hơn 2.000 ngoại hành tinh đã được xác minh. Kính viễn vọng không gian Hubble và MOST cũng đã tìm thấy hoặc xác nhận một vài hành tinh. Kính viễn vọng không gian Spitzer được sử dụng để phát hiện sự quá cảnh của các ngoại hành tinh cũng như sự che khuất các hành tinh gây ra bởi sao chủ và các phase curve.